# Marc Candela i Callado
Marc Candela i Callado (Barcelona, 4 de maig del 1984) és un arquitecte tècnic i polític català. És l'alcalde de l'Ajuntament de Martorelles, des de les eleccions municipals de 2015.
És Tècnic Superior en Planejament Urbanístic i Operacions Topogràfiques per l'Institut Provençana de l'Hospitalet de Llobregat i Graduat en Arquitectura tècnica per la Universitat de Girona, professió que exerceix com a liberal autònom. Militant d'Esquerra Repúblicana de Catalunya (ERC) des de 2004, ha format part de la llista candidata a les eleccions municipals de 2003 a Santa Maria de Martorelles, i des del 2007 a Martorelles. El 2011, ja com a cap de llista, va esdevenir tercer tinent d'alcalde i regidor de Cultura i Joventut. Després de les eleccions municipals de 2015 va ser investit alcalde gràcies al suport de PSC, MApM i ICV-EUiA. Des del 13 de juny del 2015 és l'Alcalde-President de l'Ajuntament de Martorelles i regidor de les àrees de governació, urbanisme, via pública, seguretat ciutadana, comunicació i cooperació. Des del 2019, governa el consistori amb majoria absoluta.